# Les Galeries Lévy et Cie
Pour plus de détails, voir Fiche technique et Distribution.
Les Galeries Lévy et Cie (titre de travail : Les Galeries Washington) est un film français réalisé par André Hugon, sorti en 1932.
C'est une suite du film Lévy et Cie réalisé par le même réalisateur en 1930.

## Synopsis
Moïse Lévy et son frère Salomon ne voulaient pas du mariage de leur neveu David et d'Esther et pourtant les voici, grâce à leur héritage, à la tête des Galeries Lévy et Cie. Le ciel serait sans nuages si ne surgissait un prétendu cousin Lévy qui se prétend le vrai propriétaire du grand magasin. Son escroquerie réussira-t-elle ?

## Fiche technique
- Titre : Les Galeries Lévy et Cie
- Titre de travail : Les Galeries Washington
- Réalisation : André Hugon
- Scénario et dialogues : André Hugon
- Photographie : Raymond Agnel, Henri Barreyre
- Musique : Henri Verdun
- Chansons : d'Henri Verdun (musique, Charles-Louis Pothier et André Hugon (paroles) : Aspirons, cirons, frottons, interprétée par Christiane Dor ; La Chanson de mon cœur ; On ne me résiste pas ; Pauvres Caissiers, Plaisir, Bonheur !
- Édition musicale : Éditions Salabert
- Décors : Christian-Jaque, assisté de Max Douy
- Son : Ivan Hugon
- Producteurs : Bernard Natan, Emile Natan, André Hugon
- Sociétés de production : Films André Hugon et Pathé-Natan
- Société de distribution : Pathé Consortium Cinéma, puis Pathé International
- Pays de production :  France
- Format : Noir et blanc — 35 mm — 1,37:1 — Son : Mono (RCA Recording)
- Durée :88 minutes (1 h 28)
- Date de sortie :
  - France : 29 janvier 1932 (Paris, au cinéma Moulin Rouge)

## Distribution
- Léon Belières : Salomon Lévy
- Charles Lamy : Moïse Lévy
- Simone Bourday : Rachel Meyer, la petite-cousine
- Jacques Maury : André Lion, un jeune étalagiste amoureux de Rachel
- Christiane Dor : Paulette
- Henry Laverne : Louis-Michel Lévy
- Doumel: César Patenolle
- Alexandre Mihalesco : le vieux Lévy
- Émile Saint-Ober : le garçon
- Rodolphe Marcilly
- Georges Zwingel